# Caleschara mexicana
Caleschara mexicana is een mosdiertjessoort uit de familie van de Calescharidae. De wetenschappelijke naam van de soort is voor het eerst geldig gepubliceerd in 1950 door Osburn.